# Lodewijk II van Liegnitz
Lodewijk II van Liegnitz (circa 1384 - 30 mei 1436) was van 1399 tot 1436 hertog van Brieg en van 1419 tot 1436 hertog van Liegnitz. Hij behoorde tot het huis Piasten.

## Levensloop
Lodewijk II was de zoon van hertog Hendrik VII van Brieg en diens tweede gemalin Margaretha, dochter van hertog Ziemovit III van Mazovië. Na de dood van zijn vader in 1399 volgden Lodewijk II en zijn oudere halfbroer Hendrik IX hem op als hertog van Brieg. Vervolgens verdeelden beide halfbroers in 1400 hun erfenis: hierbij kreeg Hendrik IX de districten Lüben, Ohlau, Nimptsch en Haynau, terwijl Lodewijk II de districten Brieg, Kreuzburg en Konstadt behield.
In 1402 trad Lodewijk toe tot de Landvredebond. Omdat hij ook de Duitse Orde ondersteunde, kwam hij het tijdens zijn regeerperiode vaak tot grensconflicten met Polen. Tevens was Lodewijk II een aanhanger van de Boheemse koning Wenceslaus IV en vanaf diens dood in 1319 steunde hij Wenceslaus' halfbroer Sigismund.
In 1419 erfde Lodewijk II het hertogdom Liegnitz, dat sinds 1409 in het alleenbezit van bisschop van Breslau Wenceslaus II van Liegnitz was. Toen korte tijd later zijn halfbroer Hendrik IX stierf, sloot Lodewijk II in 1420 een erfverdrag met zijn neven Ruprecht II, Wenceslaus III en Lodewijk III, waarin afgesproken werd dat bij het uitsterven van de linie van Lodewijk II diens bezittingen naar de linie van zijn neven zou gaan of omgekeerd. 
In 1421 kreeg hij van keizer Sigismund het hertogdom Jägerndorf toegewezen, dat hij echter korte tijd later moest afstaan aan hertog Jan II van Troppau-Ratibor. Op 14 februari 1427 trad hij in Strehlen toe tot een militair bondgenootschap dat de hussieten in Silezië moest bestrijden. Aan de hussieten had hij inmiddels de steden Konstadt, Pitschen en Kreuzburg verloren. Hetzelfde jaar kreeg hij van hertog Casimir I van Auschwitz het district rond de stad Strehlen toegewezen.
Samen met bisschop van Breslau Koenraad IV van Oels probeerde Lodewijk II in 1430 om de door de hussieten bezette stad Nimptsch terug te winnen. De op 16 juni 1432 afgesloten wapenstilstand tussen Silezië en de hussieten leverde geen akkoord op over het bezit van de door de hussieten bezette steden. Uiteindelijk werd er op 13 september 1432 een akkoord in verband hiermee afgesloten tussen de hussieten, hertog Bernard van Falkenberg, de hertogen van Oels en de steden Breslau, Schweidnitz en Neisse. 
Nog tijdens zijn leven schonk Lodewijk zijn vrouw Elisabeth de stad Goldberg en zijn dochter een bedrag van 10.000 gulden. Hij had een verkwistende levensstijl en door de hierdoor veroorzaakte schulden had hij al zijn gezag over de stad Liegnitz aan de stadsraad moeten afstaan. 
In 1436 stierf Lodewijk II zonder mannelijke nakomelingen. Ondanks het erfverdrag dat hij reeds in 1420 met zijn drie neven had afgesloten, kwam het tot erfconflicten over het bezit van zijn hertogdommen en die pas in 1469 opgelost raakten. Van zijn drie neven was na de dood van Lodewijk II enkel nog Lodewijk III in leven, die dus als alleenheerser aanspraak kon maken op de hertogdommen Brieg en Liegnitz. Keizer Sigismund verklaarde de aanspraak van Lodewijk III echter ongeldig en schonk de erfenis van Lodewijk II aan zijn weduwe Elisabeth. Zij behield de erfenis van haar echtgenoot tot aan haar dood in 1449, waarna ze de gebieden aan haar schoonzoon, hertog Jan I van Lüben, schonk. Jan I kon echter zijn aanspraken op de gebieden van Lodewijk II niet doorzetten.

## Huwelijk en nakomelingen
Op 9 april 1418 huwde hij in Konstanz met Elisabeth van Brandenburg (1403-1449), dochter van keurvorst Frederik I van Brandenburg. Ze kregen volgende kinderen:
- Lodewijk (1419/1420 - 1435)
- Elisabeth (1426-1435)
- Magdalena (1430-1497), huwde in 1442 met hertog Nicolaas I van Opole
- Hedwig (1433-1471), huwde in 1445 met hertog Jan I van Lüben